# Съезд мусульман Кавказа
Съезд мусульман Кавказа (азерб. Qafqaz müsəlmanlarının qurultayı) — первый шаг, сделанный к определению целей и желаний мусульман Кавказа в новых революционных условиях.

## История

### I съезд
Первый съезд мусульман Кавказа состоялся 15-20 апреля 1917 года в Баку. Главным лозунгом съезда являлось стремление объединения всех мусульман России. В съезде приняли участие представители политических партий и общественных организаций Азербайджана, а также мусульмане Северного Кавказа, Грузии и Иревана. Одним из главных вопросов на съезде было будущее политическое устройство России и права малых народов. Докладчиком выступал Мамед Амин Расулзаде. На заседании 20 апреля были обсуждены вопросы отношения мусульман Кавказа к Временному правительству, войне и другим народам России. Съезд принял резолюцию, которая гласила: 
«Признать, что формой государственного устройства России, наиболее обеспечивающей интересы мусульманских народностей, является демократическая республика на федеративных началах».
На съезде также было озвучено требование всеобщего, обязательного и бесплатного обучения на азербайджанском языке.

### ХI съезд
29 июля 2003 года в Баку состоялся ХI съезд, с участием около 500 религиозных деятелей Кавказа.